# Классика индустрии моды
ОАО «Классика индустрии моды» (Витебское ОАО «КИМ») — промышленное предприятие в Витебске, производившее трикотажные и чулочно-носочные изделия. Являлось одним из градообразующих предприятий Витебска.
Основано 6 сентября 1931 года. Площадь предприятия в 2012 году составляет 11,8 га. Одно из основных предприятий-экспортёров Витебска. 17 февраля 2015 года объявлена процедура банкротства предприятия. На момент 2024 года предприятие является заброшенным.

## История
Витебская чулочно-трикотажная фабрика имени КИМ построена во время первой пятилетки СССР и введена в строй 6 сентября 1931 года. Строительство трикотажной фабрики было ударной стройкой, на которую по комсомольским путёвкам направлялась молодёжь Советского Союза. Одним из первых комсомольцев, работавших на КИМе, был будущий Герой Советского Союза Леонид Филипенко. В 1936 году, во время гражданской войны в Испании, коллектив витебской фабрики отправлял свою продукцию в помощь испанским детям. В период третьей пятилетки на фабрике развивалось стахановское движение. Инициатор стахановских методов труда на фабрике Подскочева была награждена орденом Ленина, а к концу 1939 года на фабрике было 316 многостаночников. В 1940 на долю фабрики приходилось 92 % чулочно-носочных изделий, 78 % трикотажного белья, выпускаемого всей трикотажной промышленностью БССР. В 1940 году за высокие трудовые достижения Евгения Симоновна Ханина была награждена орденом Ленина.
Во время Великой Отечественной войны оборудование фабрики было эвакуировано в город Ульяновск. Работа фабрики в Витебске восстановлена в 1945 году.
Указом Президиума Верховного Совета СССР от 8 января 1971 года «за успешное выполнение заданий пятилетнего плана, расширение ассортимента и улучшение качества трикотажных и чулочно-носочных изделий» фабрика была награждена орденом Ленина, и получила наименование Витебская ордена Ленина чулочно-трикотажная фабрика имени КИМ.
В том же 1971 году «за самоотверженный труд, успешное выполнение заданий партии по производству качественных товаров народного потребления» вязальщице фабрики Артёменко Анне Фёдоровне было присвоено звание Герой Социалистического Труда. В 1986 г. фабрике присвоено звание предприятия высокой культуры.
В 1987 году в связи ростом производства фабрика была переименована в Витебский ордена Ленина чулочно-трикотажный комбинат имени КИМ.
За достижение высоких производственных показателей коллектив награждался государственными наградами. Приказом Министерства по управлению государственным имуществом и приватизации Республики Беларусь от 14 июня 1994 года № 186 комбинат преобразован в Витебское открытое акционерное общество «Классика индустрии моды». В 1995 году правительство выделило концерну «Беллегпром» кредит, что позволило приступить к производству больших партий хлопчато-бумажного белья и чулочно-носочных изделий. В апреле 1995 года на баланс предприятия передан бывший Дом культуры профсоюзов в г. Витебске, получивший название Культурно-деловой центр — филиал ООО «КИМ» (КДЦ КИМ).
17 февраля 2015 года экономическим судом Витебской области в связи с заявлением о банкротстве на Витебское ОАО «КИМ» назначен временный управляющий, к предприятию применен защитный период.
Ликвидация предприятия должна была завершиться к августу 2016 года, однако сроки продлевали. 30 декабря 2019 года экономический суд Витебска завершил ликвидационное производство в отношении фабрики.

## Интересные факты
- В 1966 г. на территории фабрики установлена стела в память о 93 рабочих и служащих, погибших в годы Великой Отечественной войны[13].
- Комбинат в 1989—1994 годах являлся спонсором футбольной команды КИМ, выступавшей в дивизионе Д3 чемпионата СССР по футболу и дважды становившейся призёром чемпионата Белоруссии по футболу.
- Концертный зал «Витебск»[18], одна из основных концертных площадок международного фестиваля искусств «Славянский базар», был построен 1988 году как дворец культуры Витебского ордена Ленина чулочно-трикотажного комбината имени КИМ.
- Мост через реку Западная Двина в юго-западной части Витебска, расположенный в непосредственной близости от ОАО «КИМ», называется КИМовским[19].

Первоначальное название аббревиатуры КИМ, было Коммунистический Интернационал Молодёжи